# Robert A. Holton
Robert Antony Holton (Fayetteville, 26 gennaio 1944 – Tallahassee, 21 maggio 2025) è stato un chimico statunitense.
Assieme al suo gruppo di ricerca effettuò la prima sintesi totale del taxolo, un farmaco usato nella chemioterapia del cancro.

## Biografia
Studiò chimica all'Università della Carolina del Nord a Chapel Hill, quindi conseguì il PhD nel 1971 all'Università statale della Florida. Dal 1971 al 1973 trascorse un periodo di post-dottorato all'Università di Stanford. Dal 1973 al 1978 fu assistente all'Università Purdue, poi nel periodo 1978-1985 associato al Virginia Polytechnic Institute and State University. Dal 1985 fu professore all'Università della Florida.
Oltre al taxolo il suo gruppo progettò la sintesi totale di vari altri prodotti naturali, tra i quali prostaglandina F2a, taxusin, narwedine, aphidicolin, ionomycin A, e brevitoxin B.